# دومینیک باینز
دومینیک باینز (انگلیسی: Dominique Baeyens) (زاده ۲۱ فوریه ۱۹۵۶ در سینت-آگاتا-برخم) مربی فعلی و بازیکن سابق والیبال اهل بلژیک در حال حاضر سرمربی تیم ملی والیبال بلژیک است. همچنین او سابقه مربیگری تیم‌های زلیک و روزلار را در کارنامه خود دارد. او بلژیک را در قهرمانی جهان ۲۰۱۴ به مقام شانزدهم رساند.